# Torre de Anglian
A Torre de Anglian é a parte inferior de uma torre nas muralhas da cidade de Iorque, no condado inglês de North Yorkshire. A data da sua construção é um tanto controversa. A torre está localizada em uma seção da muralha da cidade nos Jardins do Museu de Iorque. É uma pequena torre quadrada, construída em pedra, com portas em arco e túnel abobadado, e tem uma placa moderna que indica:
Este edifício é o piso inferior de uma torre construída em uma brecha em uma muralha romana no século quatro, talvez no reinado do rei Eduíno da Nortúmbria (616 - 632). Foi escondida sob os dinamarqueses, e sob muralhas posteriores, e redescoberta em 1839.
Apesar de tal afirmação ousada, tem sido variavelmente datada depois da Britânia Romana, ou do período saxão.